# جي بي دي فورميس 2021
جي بي دي فورميس 2021 (بالفرنسية: Grand Prix de Fourmies 2021)‏ هو سباق دراجات هوائية، وهو الموسم رقم 88 من جي بي دي فورميس، وأقيم في 12 سبتمبر 2021، وامتدّ لمسافة 197.6 كيلومتر، وهو أحد سباقات سلسلة سباقات الاتحاد الدولي للدراجات للمحترفين 2021.
فاز فيه بالمركز الأول إيليا فيفياني، وبالمركز الثاني باسكال أكرمان، وبالمركز الثالث فرناندو جافيريا.

## الفرق
| فرق عالمية (10)- Bora-Hansgrohe - Deceuninck-Quick Step - UAE Team Emirates - AG2R Citroën Team - Trek-Segafredo - Groupama-FDJ - Israel Start-Up Nation - Cofidis - Lotto Soudal - Intermarché-Wanty-Gobert Matériaux فرق برو (10)- Alpecin-Fenix - Arkéa-Samsic - TotalEnergies - أونو اكس برو سايكلنج تيم 2021 ‏ - بنجوال دبليو بي 2021 ‏ - 2021 بي آند بي هوتيلز ‏ - ديلكو 2021 ‏ - سبورت فلاندرين بالويس 2021 ‏ - 2021 ويلير تريستينا-سيل إيطاليا ‏ - نوفو نورديسك 2021 ‏ فرق قارية (2)- Van Rysel–Roubaix ‏ - إس تي ميشيل-أوبير 93 2021 ‏ |  |
| |  |

## التصنيف العام النهائي
| التصنيف العام         | التصنيف العام     | التصنيف العام | التصنيف العام                      | التصنيف العام     |
| العداء                | العداء            | البلد         | الفريق                             | الوقت             |
| --------------------- | ----------------- | ------------- | ---------------------------------- | ----------------- |
| 1                     | إيليا فيفياني     | إيطاليا       | Cofidis                            | 4 س 23 دقيقة 12 ث |
| 2                     | باسكال أكرمان     | ألمانيا       | بورا هانسغروه                      | + 0 ث             |
| 3                     | فرناندو جافيريا   | كولومبيا      | فريق الإمارات                      | + 0 ث             |
| 4                     | هوغو هوفستيتر     | فرنسا         | Israel Start-Up Nation             | + 0 ث             |
| 5                     | Gerben Thijssen ‏  | بلجيكا        | لوتو سودال                         | + 0 ث             |
| 6                     | جون ديجينكولب     | ألمانيا       | لوتو سودال                         | + 0 ث             |
| 7                     | ألفارو هودج       | كولومبيا      | دكونيك كويك ستب                    | + 0 ث             |
| 8                     | Jason Tesson ‏     | فرنسا         | Saint Michel-Auber 93              | + 0 ث             |
| 9                     | Matis Louvel ‏     | فرنسا         | اركيا سامسيك                       | + 0 ث             |
| 10                    | بابتيست بلانكايرت | بلجيكا        | Intermarché-Wanty-Gobert Matériaux | + 0 ث             |
| مصدر: ProCyclingStats |                   |               |                                    |                   |

## وصلات خارجية
- الموقع الرسمي
- لمحة عن سباق جي بي دي فورميس 2021 على موقع  ProCyclingStats   (برو  سايكلنج  ستاتس) - إحصاءات  محترفي  الدراجات.
- جي بي دي فورميس 2021 على موقع إحصائيات الدراجات الإحترافية (الإنجليزية)